# Tormenta tropical Beryl (2006)

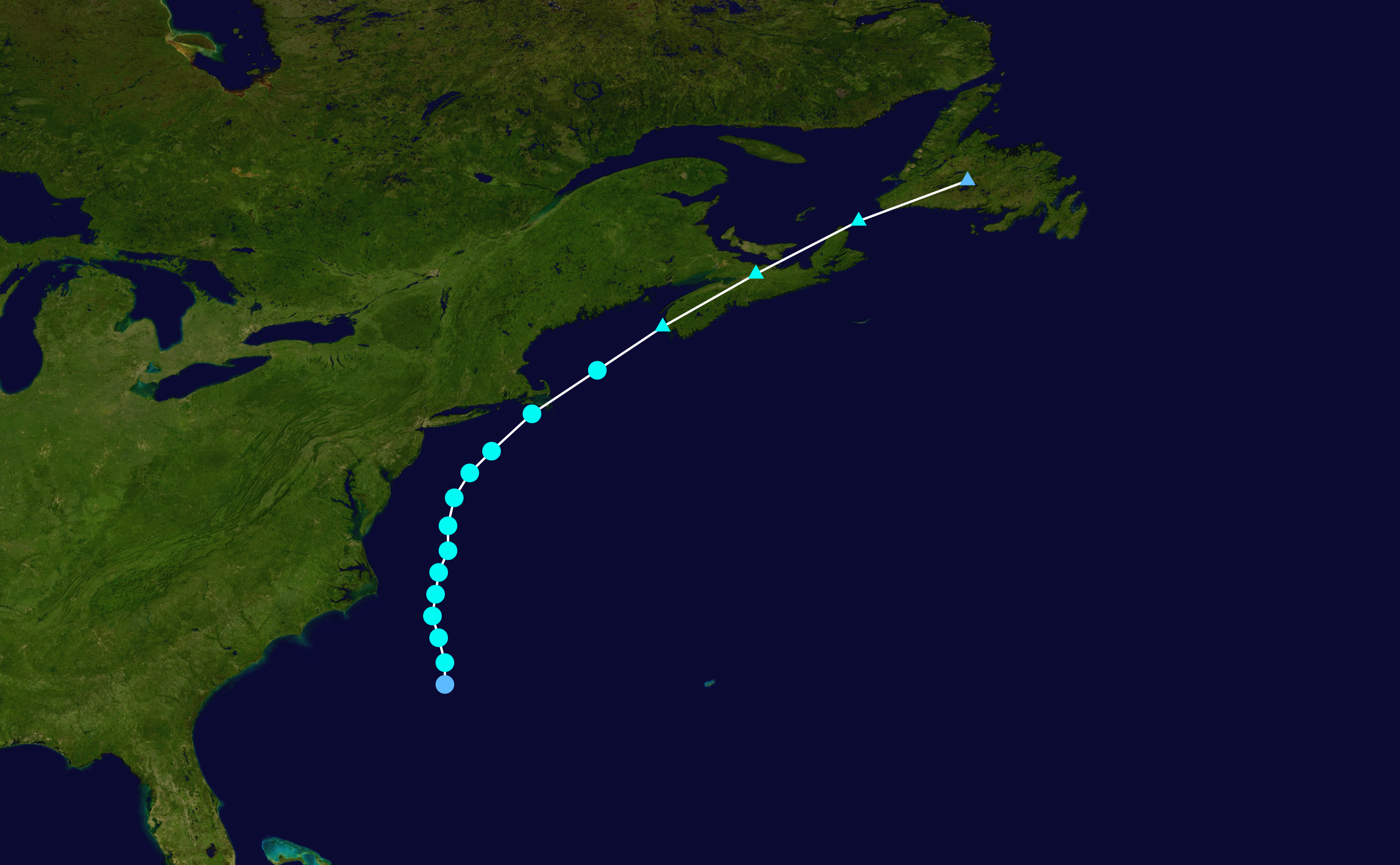
Trayecto de la tormenta Beryl de 2006.

La tormenta tropical Beryl fue la tercera tormenta tropical de la temporada de huracanes del Atlántico de 2006. Se desarrolló de un disturbio tropical el 18 de julio siguió en general una trayectoria norte, y tomó fuerza hasta obtener vientos máximos de 95 km/h bajo condiciones favorables. Después de tomar rumbo noreste, Beryl se debilitó sobre aguas frías. El 21 de julio arremetió contra la isla de Nantucket, y poco después se convirtió en extratropical. Los remanentes extratropicales continuaron hacia el noreste a través de Nueva Escocia, y el 22 de julio se fusionó con un frente frío que se aproximaba.
Beryl produjo un mar enbravecido a lo larga de la costa noreste de los Estados Unidos. En Massachusetts, su impacto se limitó a ligeras precipitaciones y ráfagas de viento, los cuales no reportaron daños. Poco después, Beryl produjo lluvias moderadas y ráfagas en el Atlántico canadiense, dando como resultado apagones aunque con pocos daños. No fueron reportados fallecimientos.